# Diana (sång)
Diana är en låt skriven och inspelad Paul Anka 1957 vid Don Costas studio i New York. Anka skrev låten inspirerad av en high school-vän som hette Diana Ayoub. Diana nådde #1 på Billboard Hot 100 och har enligt uppgift sålts i 10 till 20 miljoner exemplar.